# Nou variacions sobre una marxa de Dressler (Beethoven)
Les Nou variacions sobre una marxa de Dressler o Variacions per a teclat sobre una marxa d'Ernst Christoph Dressler, WoO 63, de Ludwig van Beethoven foren compostes l'any 1782. Van aparèixer publicades per l'editor Johann Michael Götz, a Mannheim l'any 1783, amb la portada en francès, amb el títol Variations pour le Clavecin sur une Marche de M. Dressler composées …par un jeune amateur, Louis van Beethoven, âgé de dix ans. L'obra està dedicada a la comtessa Wolff-Metternich i és la primera publicada per Beethoven, que realment tenia dotze anys.
Molt més tard Beethoven escriurà sobre un exemplar de les tres sonates WoO 47: «Aquests sonates i les Variacions de Dressler són les meves primeres obres». Una segona edició de les variacions, lleugerament adaptada (probablement per Beethoven mateix), aparegué publicada l'any 1803.

## Alumne de Neefe
En aquesta època, Christian Gottlob Neefe, que era el professor de música de Beethoven des de 1780, pensava que ja era l'hora que el talent del jove músic arribés al públic i calia editar les seves primeres obres. Fa publicar al Magazin der Musik de Carl Friedrich Cramer la notícia següent:
| « | Louis van Beethoven, fill del tenorista a dalt citat, un noi d'11 anys, dotat de les disposicions més rares. Toca el fortepiano amb un talent notable; ell llegeix molt bé i, en una paraula, interpreta amb fluïdesa el Clavecí ben temperat de Sebastian Bach, una obra al que l'inicià M. Neefe. Qualsevol que conegui aquesta col·lecció de preludis i fugues en totes les tonalitats, una obra de la dificultat més gran, pot jutjar el grau de ciència necessari per interpretar-la. El senyor Neefe també el va empènyer en l'estudi seriós del contrapunt, quant les seves ocupacions li ho van permetre. Ara l'exerceix en la composició i, per estimular-ho, el va fer editar a Mannheim nou variacions de teclat sobre una marxa Dressler. Aquest jove geni mereix ser recolzat i poder viatjar. Definitivament es convertirà en un segon Wolfgang-Amadeus Mozart, si continua com quan va començar. | » |

## Anàlisi musical
Per a André Boucourechliev, «des de les primeres obres de Beethoven, la variació s'afirma com una de les formes més pròximes al seu esperit, a la seva naturalesa. […] tota l'obra de Beethoven confirma una inclinació per a aquesta forma d'inventiva. »
En aquestes Variacions sobre una marxa de Dressler, Beethoven mostren l'originalitat que caracteritza les seves grans sèries de variacions posteriors. El punt de partida és l'esquema harmònic inicial i els ritmes despuntats de l'acompanyament del tema, però troba maneres enginyoses de variar els dibuixos de la veu aguda. El tempo del tema i les vuit variacions que segueixen tenen la indicació de Maestoso, fet que correspon ben als ritmes i al caràcter fúnebre de la marxa. La Variació núm. 8 sembla anunciar el moviment final de la Sonata per a piano núm. 8 en do menor, "Patètica". Prou sorprenent és la modulació de la variació final, de do menor a do major, recurs que el compositor utilitzaria en altres obres en do menor, com al final de la seva Simfonia núm. 5 i en la seva darrera Sonata per a piano op. 111. El tempo de la variació final és igualment modificat, passant a un viu Allegro. I acaba amb una mena de coda, amb una afirmació triomfal del mode major.
El musicòleg Barry Cooper comenta: «El jove Beethoven d'onze anys sembla exposar aquí el seu manifest: la vida és una agitació seriosa, la música és un art noble i elevat que mereix respecte, i el mode menor, desdenyat pels altres compositors a les innumerables sèries de variacions produïdes durant la dècada de 1780, pot crear una emoció més profunda que el mode major. Do menor gairebé esdevindria un emblema en Beethoven […].

## Discografia
- Susan Kagan, piano (Gran Piano GP615-16)
- Georg Friedrich Schenck, piano (Brilliant 93553/59)
- Mikhaïl Pletnev, piano (DG Complete Beethoven Edició Robatori. 6)
- Ronald Brautigam, fortepiano (BIS BIS-SACD-1883)